# Campeonato Nacional de Academias de Talentos de Nicaragua
El Campeonato nacional de academias de talentos de Nicaragua es un torneo de fútbol organizado por la Federación Nicaragüense de Fútbol, en el cual participan equipos Sub-15 de los distintos departamentos de la nación.

## Academias de Talentos
Son escuelas de fútbol que la Federación Nicaragüense de Fútbol ha distribuido por todo el país. Un Director Técnico se encarga de entrenar a jóvenes talentos de la categoría sub-15.
Los objetivo de este proyecto iniciado en 2010 son los de promover el fútbol en el país, brindar la oportunidad a estos jugadores de mostrarse y principalmente la formación de una selección sub-15 de Nicaragua.
La Academia de talentos Negro Julio es la principal y se ubica en el departamento de Carazo. En el segundo campeonato realizado entre el 14 y 16 de julio de 2011 participaron 11 escuelas.
| Bluefields | Carazo      |
| Chontales  | Estelí      |
| Granada    | Jinotega    |
| Managua    | Masaya      |
| Matiguás   | Negro Julio |
| Rivas      |             |

## Temporadas
| Temporada | Fecha                     | Campeón |
| --------- | ------------------------- | ------- |
| Primera   | 3,4 y 5 de diciembre/2010 | Carazo  |
| Segunda   | 14,15 Y 16 de julio/2011  | Granada |

## Títulos
| Equipo  | Campeonatos |
| ------- | ----------- |
| Carazo  | 1           |
| Granada | 1           |